# Orphulella pelidna
Orphulella pelidna är en insektsart som först beskrevs av Hermann Burmeister 1838.  Orphulella pelidna ingår i släktet Orphulella och familjen gräshoppor. Inga underarter finns listade i Catalogue of Life.